# Katarina Johnson-Thompson
Katarina Johnson-Thompson (Liverpool, 9 de janeiro de 1993) é uma multiatleta britânica, bicampeã mundial do heptatlo.
Conquistou as duas medalhas de ouro em Doha 2019 e Budapeste 2023. Também é campeã mundial indoor do pentatlo e bicampeã do heptatlo nos Jogos da Comunidade Britânica. Sua melhor marca são 6981 pontos, recorde britânico. Seu recorde pessoal para o salto em altura, 1,98 m, conseguido durante a disputa do heptatlo na Rio 2016, é o recorde nacional britânico dessa modalidade. Este salto teria lhe dado a medalha de ouro no salto em altura, pois foi a mesma marca alcançada pela campeã olímpica da modalidade no Rio de Janeiro, Ruth Beitia, da Espanha.
Katarina disputou dois Jogos Olímpicos, Rio 2016 e Tóquio 2020 sem conquistar medalhas.  Foi quinta no Rio e desistiu por contusão da prova em Tóquio. Conseguiu finalmente sua primeira medalha olímpica, de prata, nos Jogos de Paris 2024, com 6844 pontos, atrás da tricampeã belga Nafissatou Thiam, com quem desde 2017 vem dividindo o título de campeã mundial.